# Premières Fois
Premières Fois est un album de bande dessinée scénarisé par Sibylline, dessiné par différents artistes (dix au total, un par récit) et sous la direction de David Chauvel. 

## Parution
L'album parait le 1er avril 2008 chez Delcourt dans la collection « Mirages », mai 2008. L'album est référencé en 2012 dans l'ouvrage « Anthologie de la bande dessinée érotique » de Vincent Bernière (Beaux Arts éditions).

## Contenu
Dix histoires racontent la concrétisation d'un fantasme érotique.
1. Première Fois, dessiné par Alfred
2. Sex-Shop, dessiné par Capucine
3. Fantasme, dessiné par  Jérôme d'Aviau
4. 1 + 1, dessiné par  Virginie Augustin
5. 2 + 1, dessiné par  Vince
6. Nulle, dessiné par  Rica
7. Club, dessiné par  Olivier Vatine
8. Soumission, dessiné par  Cyril Pedrosa
9. Sodomie, dessiné par  Dominique Bertail
10. X-rated, dessiné par  Dave McKean